# Dyssegård
Dyssegård er en bydel i den sydvestlige del af Gentofte Kommune og i Storkøbenhavn. Bydelen er sammenfaldende med Dyssegård Sogn, hvor der er ca. 10.000 indbyggere Kommunen har 75.033 indbyggere  (2024). Kvarteret består af ca. tretusinde husstande, men det er svært at anslå præcist. I øvrigt ligger en stor del af Dyssegård sogn i postnummeret 2900 Hellerup.
Mod nord grænses op til Vangede og mod øst til Hellerup. Mod vest grænser Dyssegård op til Gladsaxe Kommune og mod syd til Københavns Kommune.

## Historie
Dyssegård var i 1800-tallet en stor gård beliggende øst for Gentofte Rende. Matrikulært hørte gården til Gentofte bys jorder, hvorfra den var udflyttet. Ved gården lå et stort teglværk. I området lå også en række andre udflyttede gårde: Højsgård mod syd, Havsgård, mod sydøst, Bjergegård m.fl. mod øst (nu under nabosognet), Nørre og Sønder Ellegård, Nørre og Sønder Munkegård, Gamle og Ny Søndergård mod vest, der matrikulært hørte under Vangede.
I begyndelsen af 1900-tallet blev området opslugt af Københavns fremadskridende byudvikling og bebygget med villabebyggelse: den første udstykning skete mellem 1905 og 1912 og omfattede jorder nord og syd for gården. Den sydlige del af gårdens jorder blev udstykket mellem 1912 og 1922, og resten af jorden blev udstykket mellem 1922 og 1929. Omtrent på samme tid, som denne udstykning fandt sted øst for Slangerupbanen, oprettet i 1906, skete en lignende udstykning vest for banen på jorder under Vangede. Endvidere blev der anlagt en skole i området. Slangerupbanen blev oprindeligt anlagt med stoppesteder i Emdrup og Vangede, men i 1932 blev oprettet et trinbræt ved Dyssegård (nu Dyssegård Station). I 1948 blev Emdrup nedlagt som stoppested, men en ny Emdrup Station blev
indviet i 1977 i forbindelse med Slangerupbanens overgang til S-tog.
Stort set hele området blev bebygget med enfamiliehuse, dog blev områderne nærmest Vangede Station bebygget med etageboliger.

## Infrastruktur
Omtrent midt i bydelen ligger Dyssegård Station. Stationen blev åbnet den 22. maj 1932 som et stoppested på Hareskovbanen.

## Kirke
Dyssegårdskirken blev opført 1957-61 på det højeste punkt i sognet, hvor Dyssegården oprindeligt lå. Kirken er beliggende i den østlige del af sognet som har postnummeret 2900 Hellerup.

## Boliger
Dyssegård består altovervejende af boliger. Store dele er villaer, mindre dele tæt-lav og mindre områder etageboliger.

## Grønne områder
I bydelen ligger Dyssegårdsparken og Gentofte Rende. Sikringen af Gentofte Rende som rekreativt område går tilbage til Københavnsegnens grønne Omraader fra 1936. Allerede på den tid blev det forudset, at den fremadskridende byudvikling gjorde det nødvendigt i tide at sikre større grønne parkområder, som der skulle sikres adgang til via grønne korridorer. Som et sådant større parkområde sås Ermelunden og Dyrehaven, og Gentofte Rende skulle via Gentofte Sø sikre denne forbindelse; mod syd skulle der sikres forbindelse til Utterslev Mose.

## Administrative forhold
Kvarteret er opkaldt efter Dyssegården, der lå placeret der, hvor Dyssegårdskirken ligger nu. Dog er kirken ikke en del af postnummeret Dyssegård. Området omkring Dyssegårdskirken og Dyssegårdsskolen kaldes også for Dyssegårdskvarteret, men er reelt en del af Hellerup postdistrikt.
Dyssegård fik, efter en afstemning, fra 1. januar 2004 sit eget postnummer, da nogle husstande ikke ønskede at blive forbundet med det oprindelige postnummer 2860 Søborg (post omdeles dog stadig fra Søborg postkontor og er dermed stadig en del af Søborg postdistrikt).

Dyssegård rummer blandt andet Munkegårdsskolen, tegnet af Arne Jacobsen.

## Befolkning
Indbyggertal ifølge folketællingerne:
| År   | Indbyggere |
| ---- | ---------- |
| 1950 | 9.681      |
| 1955 | 10.114     |
| 1960 | 10.339     |
| 1965 | 11.035     |
| 1970 | 10.069     |
| 1976 | 8.854      |
| 1981 | 8.367      |